# منال الشريف
منال الشريف (25 أبريل 1979) هي ناشطة حقوقية سعودية، اشتهرت بتزعمها لحملة مطالبة لحقوق المرأة في القيادة مواجهةً بذلك القيود الاجتماعية والعادات التي فرضت منع المرأة من قيادة السيارة في السعودية، وفتوى هيئة كبار العلماء الرسمية - آنذاك - بتحريم قيادة المرأة للسيارة، واعتُبرت القضية قضية رأي عام في المجتمع السعودي. ورغم أن نظام المرور السعودي لا ينص على منع النساء من القيادة إلا أن تراخيص القيادة لا تصدر إلا للرجال. ساهمت في إطلاق مبادرة «سأقود سيارتي بنفسي» للمطالبة بالسماح بقيادة المرأة للسيارة في السعودية. وقد قامت الناشطة وجيهه الخضير بتسجيل فيديو لها أثناء القيادة، كما سجلت فيديو آخر لشريف أثناء قيادتها هي الأخرى كجزء من الحملة. وقد تم نشر الفيديو على موقع اليوتيوب والفيس بوك. تم اعتقال الشريف والإفراج عنها يوم 21 مايو؛ وأعيد القبض عليها مرة أخرى في اليوم التالي. وفي 30 مايو، أطلق سراح منال مقابل كفالة مالية،  بشرط استدعائها للاستجواب إذا تطلب الأمر، بالإضافة إلى منعها من القيادة أو الظهور في الإعلام. ربطت كل من صحيفة نيويورك تايمز والأسوشيتدبرس حملة الشريف بالوجه الأكبر من الربيع العربي، وأيضًا بالمدة الطويلة التي احتجزت فيها الشريف وسط تخوفات السلطة السعودية من اندلاع احتجاجات.
وفور انتهاء حملتها، أخذت الشريف كعادتها تنتقد الحكومة السعودية، وتنشر على حسابها بموقع تويتر قضايا مثل: تقييد الحريات على العاملات الأجنبيات، قلة انعقاد الانتخابات لمجلس الشورى، وأخيرًا مقتل لاما الغامدي. وقد طرحت قضاياها في كل من مجلة التايم، وفورين بوليسي، ومنتدى أوسلو فريدوم.
تعالت الأصوات المطالبة بالسماح بقيادة المرأة إبان ثورات الربيع العربي وُحدد يوم 17 يونيو 2011 يوما تقود فيه النساء سياراتهن لقضاء حوائجهن وسميت الحملة «سأقود سيارتي بنفسي». شاركت في إطلاق الحملة الناشطة منال الشريف التي صورتها الناشطة وجيهة الحويدر وهي تقود سيارتها في مدينة الخبر ونشر المقطع على يوتيوب يوم 20 مايو وشوهد أكثر من 600,000 مرة. أوقف المرور منال يوم 21 مايو وهي تقود مع أخيها وزوجته وأطفاله واستدعيت هيئة الأمر بالمعروف والنهي عن المنكر إلى الموقع وتم الإفراج عنها بعد ساعات،  لكن أعيد اعتقالها في فجر اليوم التالي واتهمت ب«إخلال النظام»،  ودعت منظمات حقوقية دولية كمنظمة العفو الدولية  وهيومن رايتس ووتش إلى إطلاق سراحها. استمر احتجازها 10 أيام  وأطلقت بكفالة وتعهد خطي بعدم التكرار.

## معلومات أساسية
ولدت منال في مكة المكرمة في أحد أقدم أحياءها العامرة الحجون في عام 1399 هجري الموافق 1979 ميلادي. تنحدر عائلتها من المناعمة الأشراف من قرية الطرفاء بوادي فاطمة (شمال غرب مكة). تخرجت منال الشريف في جامعة الملك عبد العزيز بدرجة بكالوريوس العلوم في الحوسبة، وحصلت على شهادة سيسكو للشبكات. وحتى مايو 2012، عملت مستشارة أمن على شبكة الإنترنت  لصالح شركة أرامكو السعودية،  والشركة الوطنية للبترول. كما تعمل الشريف صحافية لصحيفة الوطن السعودية.

## حملاتها المناصرة لحقوق المرأة
جنبًا إلى حياتها المهنية، كافحت الشريف لسنوات من أجل حقوق المرأة السعودية. ونقلًا عن صحيفة التايمز الأمريكية فإن الشريف لديها «مكانة مرموقة تؤهلها لتسليط الضوء على ما تعانيه حقوق المرأة في بلادها». وعن حملتها عام 2011 المناصرة لقيادة المرأة، ذكرت منظمة العفو الدولية أن «منال الشريف قد وضعت نفسها على الطريق ذاته للناشطات حول العالم بتحديها ووقوفها في وجه سياسات وقوانين التمييز بين الجنسين».

### حق القيادة للمرأة في المملكة العربية السعودية
فرضت السلطات السعودية منذ عام 2013، قيودًا أشد على الحركة أو ممارسة قيادة السيارات بالنسبة للنساء. ففي عام 1990، على إثر تظاهر العشرات من النساء بسياراتهم في الرياض؛ اعتقلوا ليوم واحد، وصودرت جوازات السفر خاصتهم، وفقد بعضهم وظيفته.
وفي سبتمبر 2007، جمعت «جمعية الحماية والدفاع عن حقوق المرأة في المملكة العربية السعودية»، التي أسستها وجيهه الحويدر  وفوزية العيوني، 1.100 توقيع سلمتهم إلى الملك عبد الله (توضيح) للسماح بقيادة المرأة.
وفي اليوم العالمي للمرأة من العام 2008، سجلت الحويدر فيديو مصور لها وهي تقود سيارتها، وهو ما أثار ضجة إعلامية دولية بعد نشر الفيديو على موقع يوتيوب. وعقب ثورات الربيع العربي، قامت المواطنة السعودية من جدة، نجلاء الحريري بقيادة سيارتها في الأسبوع الثاني من شهر مايو 2011، قائلًا: «في وقت سابق هنا –السعودية، لم نسمع قط عن احتجاجات. لكن بعد ما حدث في الشرق الأوسط، بدأنا نؤمن بأناسًا يخرجون للشوارع، مرددين بأعلى مراتب صوتهم ما يبغونه؛ وكان لذلك تأثير كبير في».

### مبادرة قيادة المرأة للسيارة
في عام 2011، شنت مجموعة من النساء من بينهم منال الشريف حملة على موقع الفيس بوك أسموها «علمني القيادة لأحمي نفسي»،  أو «وومن تو درايف»،  دعوا فيها إلى وجوب قيادة المرأة. دعت الحملة النساء السعوديات إلى القيادة بدءًا من تاريخ 17 يونيو 2011. وبحلول 21 مايو 2011، أعجب بصفة الحملة على الفيسبوك ما يقارب من 12 ألف قاريء. وصفت الشريف الحملة بأنها تتحرك ضمن حقوق المرأة، وليس غرضها «الاحتجاج». وفي الوقت نفسه، أعربت وجيهة الحويدرعن افتتانها بالحملة؛ ومن ثم قررت دعمها.
وفي أواخر مايو، سجل كل من الشريف والحويدر قيادتهم لسيارتهما في مدينة الخبر. وتم تحميل الفيديو على موقع يوتيوب وفيس بوك. وخلال الفيديو، قالت الشريف: «هذه حملة تطوعية تهدف إلى تعليم الفتيات في هذا البلد كيفية القيادة. حتى على الأقل في أوقات الطوارئ، لا قدر الله. فماذا لو أصاب من يقود سكتة قلبية؟» اعتقلتها فيما بعد الشرطة الدينية (هيئة الأمر بالمعروف والنهي عن المنكر) في 21 مايو وأطلقت سراحها بعد ست ساعات. وبحلول 23 مايو 2011، شاهد الفيديو زهاء 600,000 شخص.
منعت إدارة يوتيوب الوصول لفيديو قيادة الشريف لسيارتها، وحذفت الفيس بوك صفحة الحملة، بل تم «نقله وإبداله» حساب الشريف على موقع تويتر. في حين قام أنصار الحملة بإعادة نشر الفيديو الأصلي وإعادة إنشاء صفحة للحملة على موقع الفيس بوك، كما أن ملخص الركائز الخمسة التي أوصت بهم الشريف لحملة 17 يونيو نشرتهم مدونة وصحيفة النيويورك تايمز.
وفي 22 مايو، اعتقلت الشريف مرة أخرى،  واستجوب صحافيون المدير العام لإدارة المرور اللواء سليمان العجلان بشأن اللوائح المرورية المتعلقة بقيادة النساء للسيارات.
وقال العجلان أن الصحفيين ينبغي عليهم «طرح هذا السؤال» على أعضاء مجلس الشورى السعودي. وأشارت الإذاعة التلفزيونية الفرانكوفونية ببلجيكا (RTBF) أن الشريف ستقضي عقوبة خمسة أيام في السجن.
وصفت صحيفة النيويورك تايمز حملة الشريف بأنها «شعلة الاحتجاجات» التي تحاول السلطات السعودية «إطفائها بسرعة». وذكرت صحيفة الأسوشيتد برس أن السلطات السعودية «تحاول كبح جماح الحملة أكثر من الازم، بعدما تحولت قضيتها إلى دعوة لحشد الشباب الراغب في التغيير» المواكبة لمفاهيم الربيع العربي.

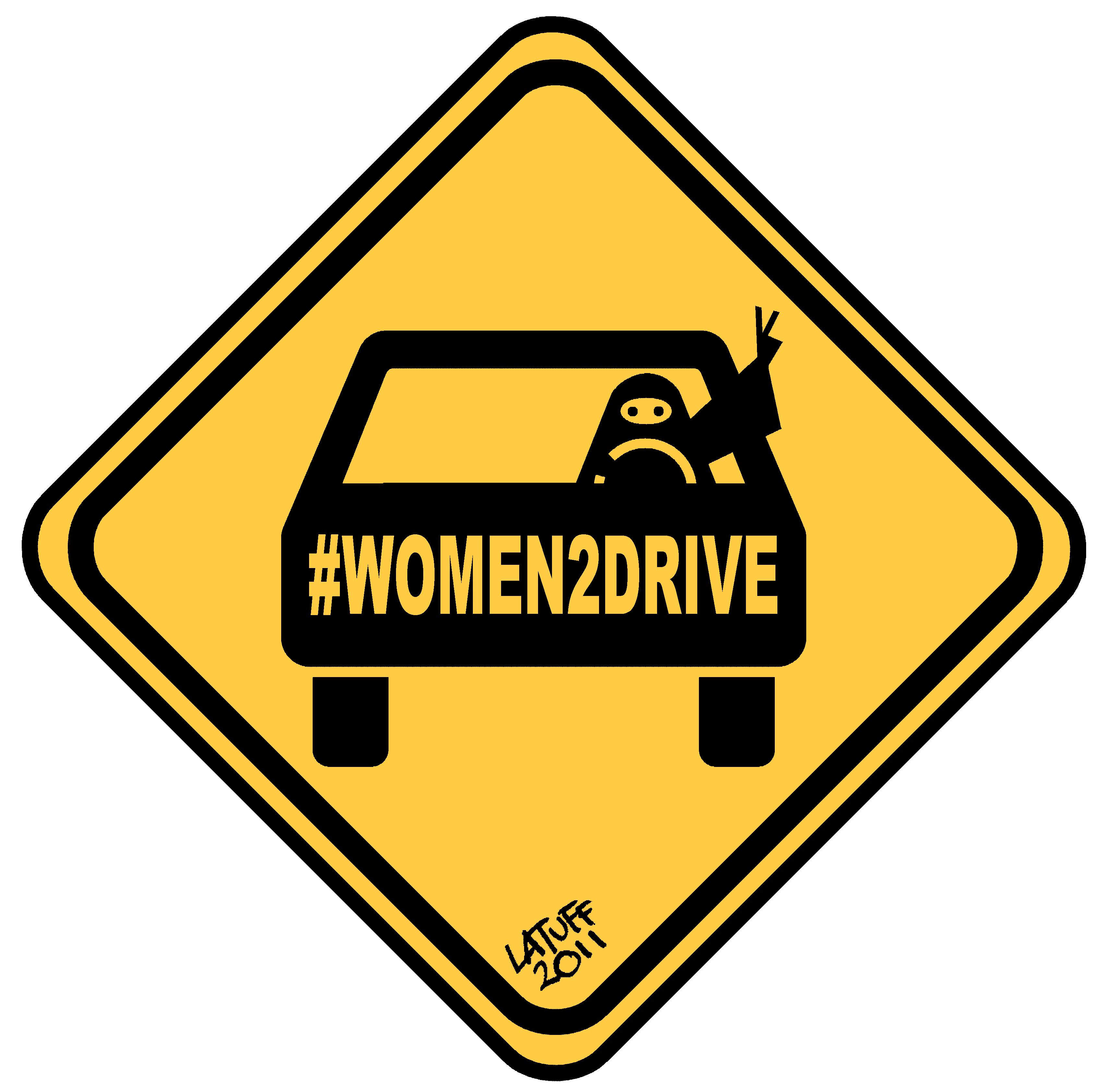
رسم كاريكاتوري سياسي لكارلوس لطوف معبرًا فيه عن دعمه للحملة المناهضة لمنع النساء السعوديات من قيادة السيارة

وعزت المؤسستان المدة الطويلة لاحتجاز الشريف إلى خوف السلطات السعودية من حركة احتجاجات أوسع في المملكة العربية السعودية. وفي الوقت ذاته، رأت منظمة العفو الدولية الشريف كسجينة رأي، ودعت السلطات بالإفراج الفوري عنها، وغير المشروط.
وتلى اليوم الذي اعتقلت فيه الشريف، اعتقال سيدة أخرى بسبب قيادتها السيارة. كانت تلك السيدة تقود سيارتها مع إمرأتين في محافظة الرس، واعتقلتهم شرطة المرور في وجود هيئة الأمر بالمعروف والنهي عن المنكر. وتم إطلاق سراحها بعد توقيعها بيان بعد القيادة مرة أخرى. وكرد فعل على اعتقال الشريف، نشرت العديد من السيدات السعوديات فيديوهات وهن يقدن سيارتهن على مدار الأيام التي تلت الاعتقال. وفي 26 مايو، أفادت السلطات بأن الشريف ستظل رهن الاعتقال حتى 5 يونيو 2011، نقلًا على لسان وليد أبو الخير، المحامي والناشط الحقوقي ورئيس مرصد حقوق الإنسان في السعودية.
جاء إطلاق السراح المشروط للشريف يوم 30 مايو. وقال عدنان الصالح، محامي الشريف، أن التهم الموجهة إليها جاءت التحريض النساء السعوديات على القيادة، وتأليب الرأي العام على السلطات. وجاء الإفراج بعدة شروط منها الكفالة،  واستدعائها للاستجواب إذا لزم الأمر، ومنعها من القيادة أو التحدث لأية جهة إعلامية. وحول أسباب إطلاق سراحها المبكر، نشرت صحيفة ذا ناشيونال الإماراتية، خطابًا من الشريف إلى الملك عبد الله (توضيح)، مصحوبًا بعريضة ممهورة بتوقيع 4.500 سيدة سعودية. وأشارت إلى أن «عاصفة من السخط والعجب صاحبت كل من السعوديين والنقاد في الخارج بأن السيدة منال الشريف سُجنت لشيء ليس له أدنى علاقة بجريمة أخلاقية أو جنائية».
أبدت الشريف اعتراضها على الإدارة العامة للمرور في الرياض 15 نوفمبر 2011، بسبب رفض المسؤولين طلبها رخصة القيادة.

### روزا باركس السعودية
حازت منال الشريف لقب «روزا باركس السعودية»، بعدما تحدّت القوانين التي تمنع النساء من قيادة السيارات في بلادها، وتداولت وسائل الإعلام حول العالم قصتها مع ربط اسمها باسم السيدة السمراء التي غيّرت قانون التمييز في أميركا.
وفي مارس 2014، تم تكريم الشريف أخيراً في بيفرلي هيلز، كاليفورنيا، لمناسبة اليوم العالمي للمرأة، في مأدبة غداء استضافتها تينا براون، رئيسة تحرير «ديلي بيست» السابقة. لكن منال الشريف فاجأت الحضور بقولها إنها مستاءة من وصفها بهذا اللقب، مضيفة أنها لا تعتبر نفسها مناضلة وإنما «بالنسبة إليّ أنا أعبّر عن رأيي بوضوح في ما أراه خاطئاً. أنا مجرد إنسانة تحاول الوقوف ضد الظلم، وأعتقد أن منح الأشخاص الذين يحاربون الأوضاع الخاطئة أوصافاً من هذا النوع يجعل آخرين يرغبون في الأمر نفسه يخشون من العواقب».

### رخصة قيادة
وفي 18 ديسمبر 2012، أعلنت الشريف عن حصولها على رخصة قيادة سيارة صادرة من إمارة دبي في الإمارات العربية المتحدة، وأعربت كذلك عن أملها بالحصول على الرخصة السعودية قريباً.

### حملة ضد السجناء من السيدات السعوديات
فور إطلاق سراحها يوم 30 مايو، قادت الشريف حملة أسمتها «فرج» مطالبة السلطات بإطلاق سراح السيدات من السعودية، وأندونسيا، والفلبين؛ «المحجوزين بسجن الدمام النسائي الذين يأسرهن النظام مقابل دين صغير لا يقدرون على دفعه».
وأضافت بأن هؤلاء النساء المساجين كان معظهن عاملات في المنازل، وظللن في السجن أن قضين مدة الحكم، لعدم قدرتهن على دفع ديونهن، ولأن أرباب عملهن في السابق تخاذلوا عن مساعدتهن في إطلاق سراحهن أو إمدادهن بالأموال اللازمة للعودة إلى أوطانهن.
وكشفت الشريف اللثام عن اسم 22 إندونسية [بحاجة لإعادة كتابة]، و4 أخريات في حاجة للمساعدة، كما ذكرت المبلغ اللازم لسداد دينهن. ودعت إلى منح تبرعات مباشرة لمدير سجن النساء في الدمام لسداد ديون هؤلاء النساء وتحريرهن.

### غداة الحملة
في 23 يناير 2012، انتشرت شائعة تفيد بمقتل الشريف في حادثة أثناء قيادتها السيارة بجدة. وفي 25 يناير، أكدت صحيفة الغارديان أنها على قيد الحياة، وأن الضحية الفعلية كانت «لعضوة مجهولة في حملة مجتمع الصحراء»، والتي لم تشارك في الحملة الداعية بالسماح للنساء السعوديات للقيادة.
وعقب اعتقال منال الشريف، أفادت تقارير أنها هُمشت للغاية من قبل شركة أرامكو التي تعمل بها. وسرعان ما استقالت الشريف من عملها بالشركة، بعد خلاف دار حول سفرها للنرويج لتسلم «جائزة فاتسلاف هافيل للمعارضة الخلاقة».
وفي ديسمبر 2012، انتقدت الشريف مبادرة من الحكومة السعودية لإبلاغ الرجل المتزوج، أو عائل المرأة برسالة إس إم إس تفيد بمغادرة زوجته أو تلك المرأة البلاد، وفقًا لقانون يجعل الرجال هم الأوصياء القانونيون على زوجاتهم. وفي تدوينه على تويتر كتبت الشريف: «إن بالنظر إلى ضآله قصة الرسالة ال إس إم إس، يعطينا صورة أكبر عن الطامة الكبرى لنظام الوصاية الشامل». ولما عين الملك امرأة في مجلس الشورى لأول مرة في يناير 2013، انتقدت الشريف تلك الخطوة مدعية أنها أقل بكثير من المتوقع، وأشارت إلى أن المجلس لم يكن منتخب بعد، ومن ثم لا يمكنه تمرير التشريعات.
وفي فبراير، عملت الشريف جاهدة على تسليط عيون المجتمع الدولي على قضية لاما الغامدي، البالغة من العمر خمس سنوات، بعد أن تركها والدها فيحان الغامدي في حالة اغتصاب غاشم، واعتداء جنسي، ثم حرق؛ ليخدم بعد ذلك أربعة أشهر في السجن ويدفع 200,000 ريال (أي 50,000 دولار أمريكي) كدية لروحها! 

### انتقادها لهيئة الأمر بالمعروف والنهي عن المنكر
انتقدت منال الشريف هيئة الأمر بالمعروف والنهي عن المنكر في العديد من المواضع أهمها ما كتبته في مقالٍ حمل عنوان «كبح جماح الشرطة الدينية» نشرته صحيفة «نيويورك تايمز»، واستهلت منال الشريف مقالها بعرض قصة الأخوين سعود وناصر القوس اللذين توفيا إثر مطارداتٍ مع «الشرطة الدينية» في الخريف الماضي. وذكرت أن أفراد الهيئة الدينية هم مَن قاموا بمطاردتهما وصدموا سيارة الشابين ثلاث مرات وأسقطوها من فوق الجسر، وهو الأمر الذي أدّى إلى وفاة أحدهما على الفور ووفاة الآخر بعد فترة بسيطة، وهذا ماأكدته التحقيقات الرسمية في السعودية بل وأدانت أربع أعضاء آخرين قاموا بالتزوير وتضليل العدالة. وأرجعت سبب المطاردة إلى سماع الشابين أغاني اليوم الوطني. وقالت منال الشريف: إن الهيئة تعتبر من المحرّمات في السعودية التي لا يجوز نقدها مثلها مثل الملك عبد الله بن عبد العزيز.
وحلّلت الموقف الحكومي قائلةً: «الحكومة تشعر بالقلق وخائفة من تضييق الخناق على الهيئة خوفاً من ردة فعلهم ومن تصاعد الغضب الشعبي العارم على الهيئة من قِبل الشعب». واعتبرت منال الشريف أن هناك فرصة كبيرة لإضعاف الهيئة عن طريق مواصلة الضغط الشعبي على هذا الجهاز؛ ما سيؤدي في نهاية المطاف إلى إضعافه. وأشارت إلى أن بعض هذه التعاليم التي يفرضها رجال الهيئة، ليس لها علاقة بالإسلام؛ مستدلة بقيادة المرأة للسيارة. واستعرضت عديداً من الحوادث السلبية لرجال الهيئة، قالت إنها تسبّبت في ارتفاع موجة السخط والغضب على الهيئة.وقالت بأن جهاز الهيئة الذي يبلغ من العمر 75 عاماً لا يمكن إضعافه بين عشية وضحاها، لكن اعتبرت أن مساعدة وسائل التواصل الاجتماعي هي بداية التصدُّع لجهاز الهيئة. وتحدثت عن أن الحنق العام تجاه الهيئة هو دافع الحكومة السعودية لإضعاف الشرطة الدينية وربما تفكيكها.

### معارضة
يذكر أن عموم مشايخ السعودية السنة يفتون بتحريم قيادة المرأة للسيارة. وقد أصدرت هيئة كبار العلماء فتاوى عديدة بتحريمها تحت رئاسة الشيخ عبد العزيز بن باز. كما انتقد رئيس هيئة كبار العلماء الشيخ عبد العزيز آل الشيخ الصحف التي تتناول القضية مدافعًا عن الحقوق التي تنالها المرأة في السعودية. كما أفتى عضو هيئة كبار العلماء الشيخ صالح الفوزان بتحريمها معللا رفضه أن: "المحاذير كثيرة وأخطر شيء أنها تعطيها الحرية بأن تأخذ السيارة وتذهب إلى من تشاء من رجال ونساء". كما أفتى الشيخ محمد بن عثيمين بتحريمها قائلا “لا شك أن قيادة المرأة للسيارة فيها من المفاسد الكبيرة ما يربو على مصلحتها بكثير هذا فضلا عن أنها ربما تكون سلما وبابا لأمور أخرى ذات شرور فتاكة وسموم قاتلة".

## مصدر إلهام
شكلت منال الشريف مصدر إلهام لحملة من أجل حقوق المرأة عندما تحدت الحظر المفروض على قيادة المرأة للسيارات في المملكة العربية السعودية. وقد شاركت الشريف في حلقة نقاش بشأن الحركات الاجتماعية والمرأة في منتدى الأمم المتحدة الاجتماعي التابع لمجلس حقوق الإنسان، الذي عُقد مؤخراً في جنيف [متى؟]. وناقشت تأثير وسائط الإعلام الاجتماعية على حياة المواطنين السعوديين اليومية والكيفية التي أصبحت بها أداة قوية في حركة تحرر المرأة. وخلال النقاش تقول: «أدت وسائط الإعلام الاجتماعية دوراً محورياً في العمل الذي أقوم به من أجل حقوق المرأة. ومن دون يوتيوب وتويتر وفيسبوك ما كنا لنصل إلى هذا الحد في عملنا. ففي المملكة العربية السعودية لا توجد منابر. ولا توجد أماكن تعرب فيها عن آرائك. ومن ثم، فإن من المدهش أن تكون لدينا هذه الأدوات.» وتوضح الشريف كيفية كون قطاع كبير على نحو متزايد من الشعب السعودي يتوق إلى معرفة الأخبار ويتلهف على الإعراب عن آرائه في وسائط الإعلام الاجتماعية. وطبقاً لتقرير الإعلام الاجتماعي العربي الصادر عن كلية دبي للإدارة الحكومية، فإن السعوديين هم أكثر المستخدمين النشطين لتويتر في العالم العربي، حيث يبلغ عددهم 000 393 مستخدم نشط لتويتر.
وتقول عن أداة الانترنت: «ليس فقط للتعبير عن آرائنا، ولكن أيضاً لإحداث تغيير، ولبدء حملات، ولإرسال التماسات. فالصحافة المحلية لن تنشر مطالبنا أبداً. وقد زُج بي في السجن لأنني استخدمت وسائط الإعلام الاجتماعية. ومن الضروري أن تفحص رد الفعل لكي تدرك مدى قوة التأثير.»
وتقول الشريف «أهم شيء بالنسبة لنا هو أن المرأة على دراية بحقوقها وتتخذ هي نفسها الإجراءات اللازمة». وهي تقارن فرادى النساء السعوديات، اللائي يتخذن بشجاعة ما يلزم من إجراءات ضد مجتمع لا رأي فيه للمرأة، بقطرات ماء صغيرة تشكل في النهاية بحراً ضخماً. وهي تقول «لا تُبخس أبداً تقدير الإجراء القوي الذي يتخذه الفرد. فهذه الإجراءات الفردية، عندما تجمعها كلها معاً، تشكل قوة هائلة لا يمكن إيقافها ولا يمكن التغلب عليها.»
وتقول الشريف إنها بلغت نقطة اللا عودة ولا يمكن إهدار الزخم. وهي تقول «آمل أن تتحقق لنا المواطنة الكاملة في المملكة العربية السعودية – المساواة في التعليم وفرص العمل. وينبغي أن يكون لنا رأي في الحياة السياسية ورأي في اتخاذ القرارات.» 

## إنجازات حياتية
- المركز الثالث على منطقة مكة التعليمية – الكفاءة المتوسطة 1414.
- المركز الأول على منطقة مكة التعليمية – الثانوية العامة 1417.
- العديد من الميداليات عن مشاركتها كلاعبة في فريق كرة السلة الأول وفريق الكاراتيه بجامعة الملك عبد العزيز.
- مرتبة الشرف الأولى ودرع التفوق الدراسي – بكالوريوس علوم الحاسبات من جامعة الملك عبد العزيز بجدة – 1422.
- الدرع التقديري من أرامكو السعودية كعضو مؤسس لأول فريق سعودي في مجال الاختراق الأخلاقي 2004.
- الدرع التقديري من أرامكو السعودية لحصول ورقتها (انتحال الشخصية الإلكتروني) على المركز الأول في مسابقة المخاطر الإلكترونية والحماية منها.
- الدرع التقديري من أرامكو السعودية لمشاركتها كمتحدث في المؤتمر السنوي لموظفي أرامكو السعودية ممن هم تحت التدريب.
- الدرع التقديري من إمارة المنطقة الشرقية لمشاركتها كمحاضر في الملتقى الثالث للخدمات الإلكترونية بالمنطقة الشرقية.
- شهادة تقدير من إبراهيم المشاري نائب الرئيس التنفيذي لقطاع تقنية المعلومات في شركة أرامكو.
- شهادتا تقدير من معن المبارك الناظر الإداري لقسم إدارة حماية المعلومات.
- الدرع التقديري من قطاع تقنية الملعومات لمشاركتها كمنظم ومحاضر في مؤتمر (التوعية بنظام استمرارية الأعمال).
- عملت كمستشارة أمن المعلومات في شركة النفط العربية منذ عام 2002 حتى 2012.
- أول سعودية تتخصص في مجال أمن المعلومات.
- عضو مؤسس لأول فريق وطني للاختراق الأخلاقي.
- قادت الفريق الذي راجع ورفع التوصيات حول القانون الموحد لجرائم المعلومات لدول مجلس التعاون الخليجي.
- عضو في نادي الخطابة العالمي التوستماستر؛ حيث تم اختيارها مرات عديدة من قبل إدارة الشركة لإلقاء خطابات التحفيز والإلهام للمتدربين الجدد في الشركة.
- وقع عليها الاختيار مرات عديدة لتمثيل موظفات أرامكو السعوديات والناجحات أمام الإعلام والصحافة وفي المناسبات الرسمية.
- تعمل حاليا كمستشار لأمن المعلومات وكمدير للمشاريع في شركة بلو نتوركس بين دبي والسعودية.
- كاتبة أسبوعية في صفحة الرأي في جريدة الحياة. [56]

### شهادات
- دبلوم الفنون الجميلة – المدارس العالمية بالمراسلة – ولاية بنسلفانيا 1997 م
- بكالوريوس علوم الحاسبات من جامعة الملك عبد العزيز مع مرتبة الشرف الأولى – جدة
- شهادة مبادئ أمن المعلومات
- شهادة أمن الشبكات والنظم
- شهادة تقييم المخاطر الإلكترونية
- شهادة الاختراق الأخلاقي (Certified Ethical Hacker (C|EH)
- شهادة أمن نظم المعلومات Certified Information Systems Security Professional (CISSP)
- شهادة منفذ ومدقق نظم أمن المعلومات ISO 27001 Implementer and Lead Auditor
- شهادة مهارة الاستشارات الداخلية Internal Consulting Skills [57]

## الجوائز والتكريم

### احتفاء دولي
اعتبرت مجلة فورين بوليسي الشريف واحدة من أفضل المفكرين في العالم لعام 2011،  في حين صنفتها مجلة فوربس كأحدى النساء اللاتي هززن العالم (مؤقتا). وفي عام 2012، صنفت الديلي بيست الشريف واحدة من أشجع نساء العام. وجاءت الشريف في تصنيف مجلة التايم كواحدة من أهم 100 إمرأة مؤثرة لعام 2012. كما كانت واحدة من ثلاثة أشخاص يحصلون على «جائزة فاتسلاف هافيل للمعارضة الخلاقة» في عامها السنوي الأول بمنتدى أوسلو فريدم.
وفي مارس 2014، تم تكريم منال الشريف في دبي، حيث ضمّتها قائمة «أرابيان بيزنس» لأقوى 100 امرأة عربية والتي ضمت إلى جانبها خمسة عشر سيدة سعودية أخرى. كما نشرت مجلة «نيوزويك»، في الثاني عشر من مارس/ آذار الجاري، قائمة بأسماء «150 امرأة لا تُقهر» بينهن سعوديتان إحداهما منال الشريف، وظهر اسمها ضمن قائمة مجلة «فورين بوليسي» لأهم 130 شخصية شكلت الحوار العالمي في عام 2011.

### جوائز وقوائم عالمية
- جائزة فاسلاف هافل العالمية للدفاع عن حقوق الإنسان الإبداعي

Vaclav Havel Prize for Creative Dissent, 2012
- قائمة مجلة التايم السنوية للمئة شخص الأكثر تأثيراً في العالم

The 100 Most Influential People in the World, TIME Magazine, 2012
- قائمة مجلة نيوزويك السنوية للمئة وخمسون امرأة لا تقهر

Top 150 Fearless Women of the World, Newsweek, 2012
- جائزة المرأة القائدة من منظمة فايتال فويسيس

Global Leadership Awards, Vital Voices, 2012
- قائمة مجلة آرابيان بيزنيس لأقوى مئة امرأة عربية

Top 100 Powerful Arab Women, Arabian Business, 2012
- قائمة عشرة ثوريين رقميين غيروا العالم، نيوزويك

Top 10 Digital Revolutionaries of the World (2012) – Newsweek
- عشرة نساء هزوا العالم في 2011، مجلة فوربس

10 Women Who Rocked the World, Forbes, 2011
- قائمة فورين بوليسي لمئة مفكر عالمي شكلوا الحوار العالمي في 2011

Top 100 Global Thinkers Who Shaped the World Conversation, Foreign Policy, 2012
- أعظم 21 قائدة في القرن الواحد والعشرين، صحيفة أخبار النساء الإلكترونية 2013 [56]